# Chapelle Notre-Dame-de-Comfort
Ne pas confondre avec l'Église Notre-Dame-de-Confort de Meilars située dans la commune de Confort-Meilars (Finistère) ou avec l'Église Notre-Dame-de-Confort située à Lyon (Rhône).
La chapelle Notre-Dame-de-Comfort est un lieu de culte catholique situé à Berhet, en France.

## Localisation
La chapelle est située sur le territoire de la commune  de Berhet, dans le département des Côtes-d'Armor, en région Bretagne.

## Description
Petit édifice du XVIe siècle, ayant sans doute servi de lieu de pèlerinage. Son plan ne comporte qu'une nef de forme rectangulaire flanquée au sud d'un porche d'entrée. Sur le mur occidental s'élève un clocher ajouré accompagné de sa tourelle d'escalier. L'abside est percée d'une grande baie dont les claveaux sont tous ornés de figures. À l'intérieur, dans la charpente lambrissée, les sablières et les entraits sont sculptés.

## Historique
La construction de la chapelle a débuté en 1523. L'édifice fait l’objet d’un classement au titre des monuments historiques depuis le 16 août 1922.

## Galerie

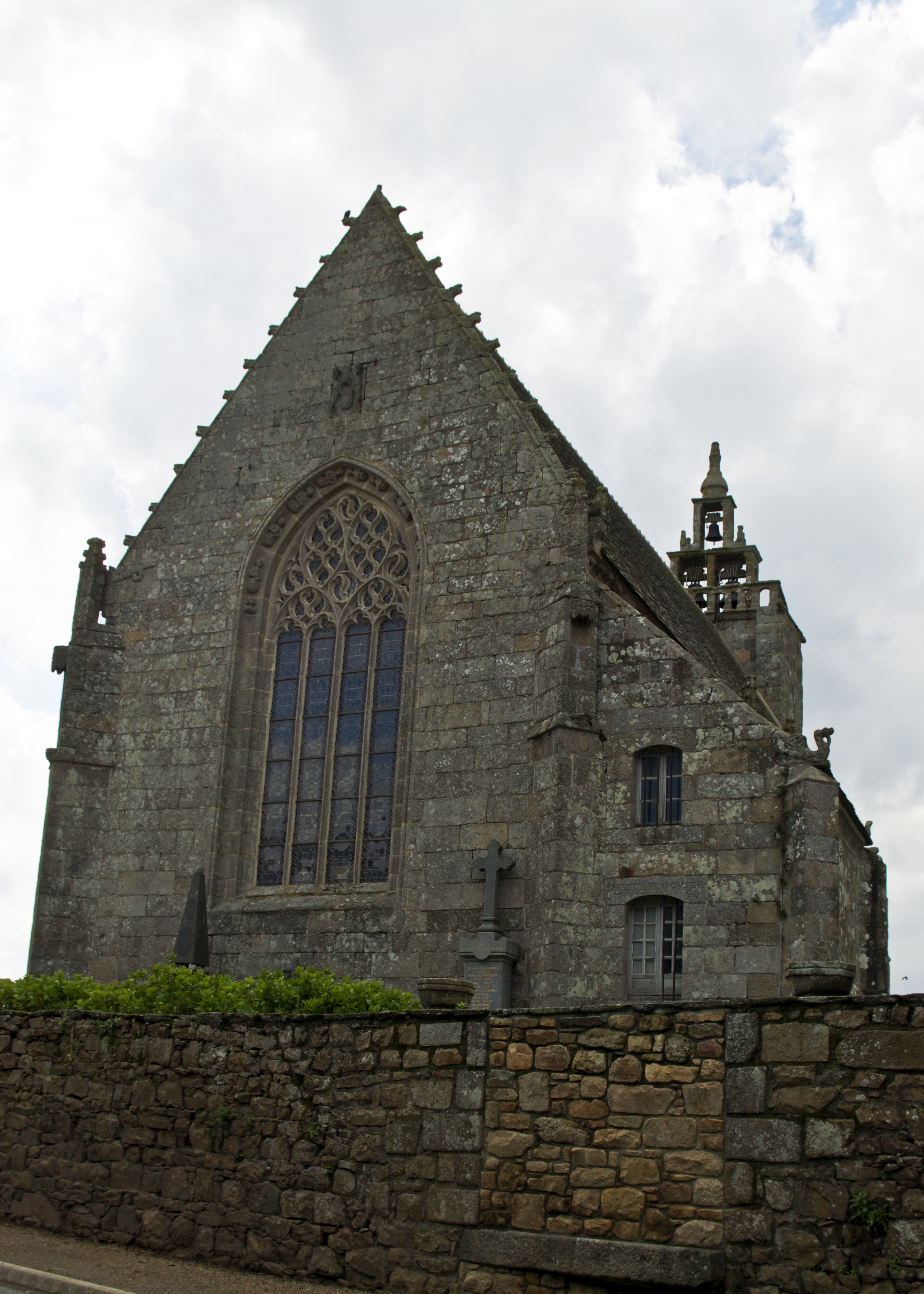
Façade
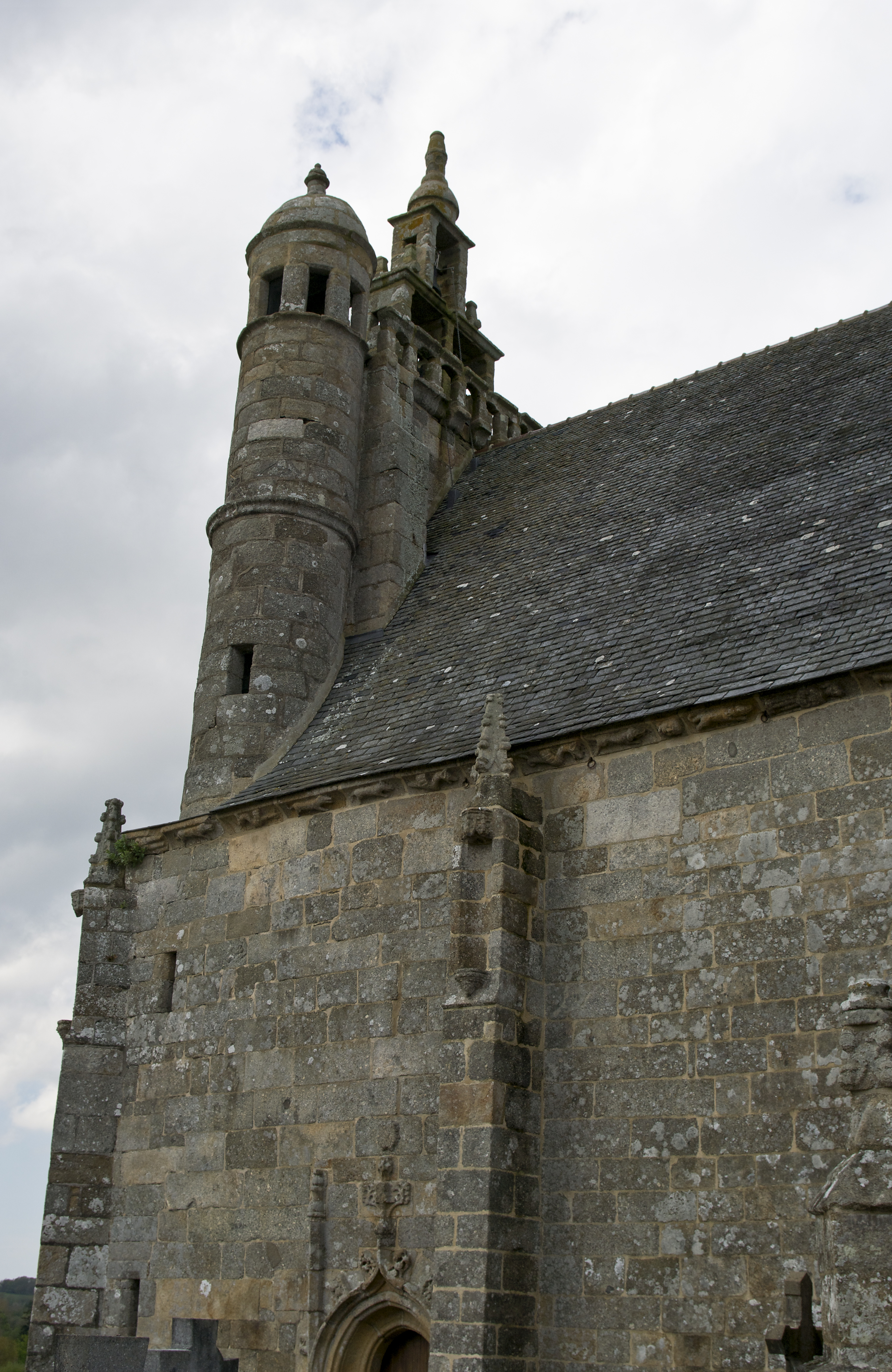
Le clocher
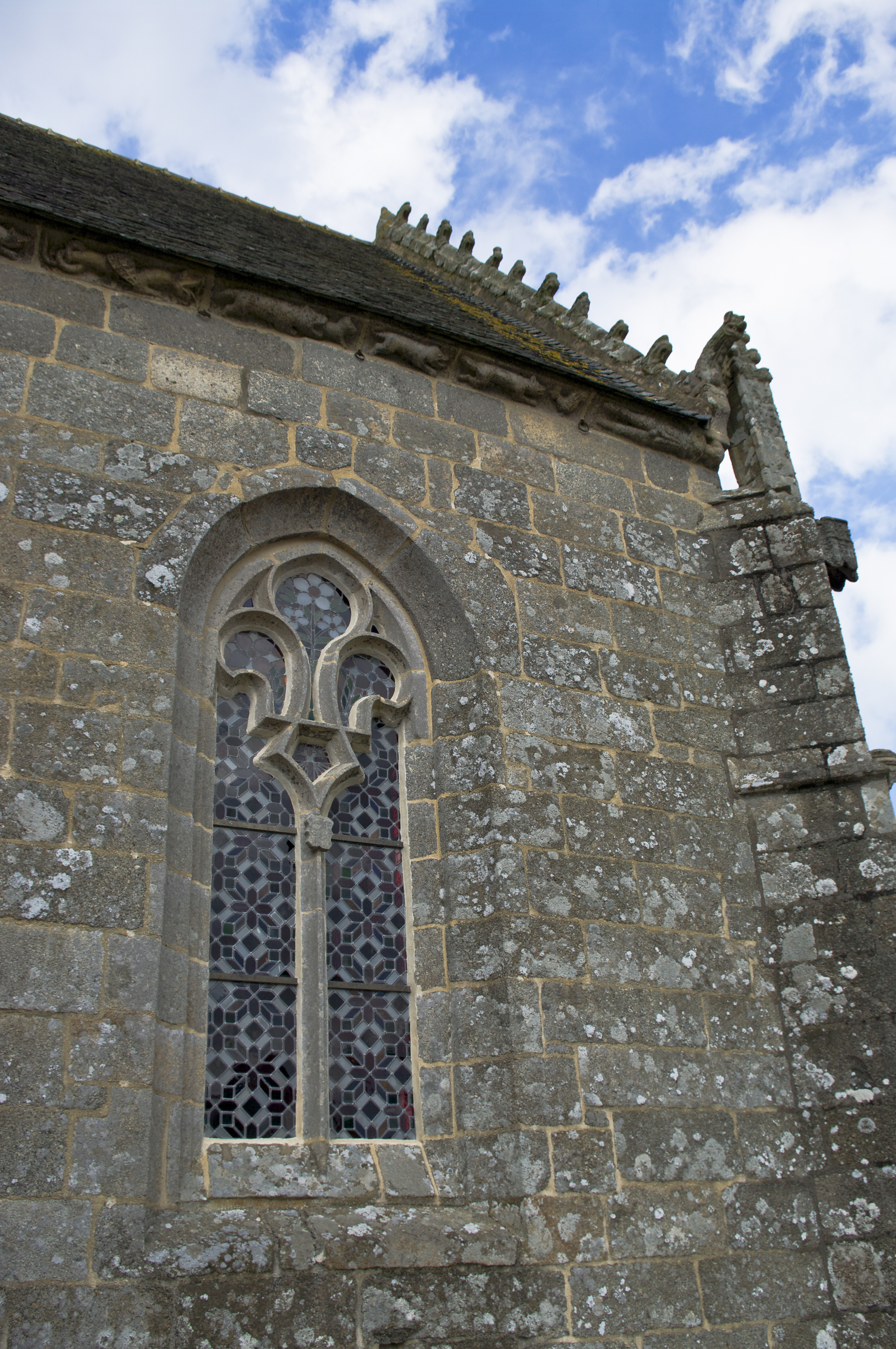
Détaille de sculpture
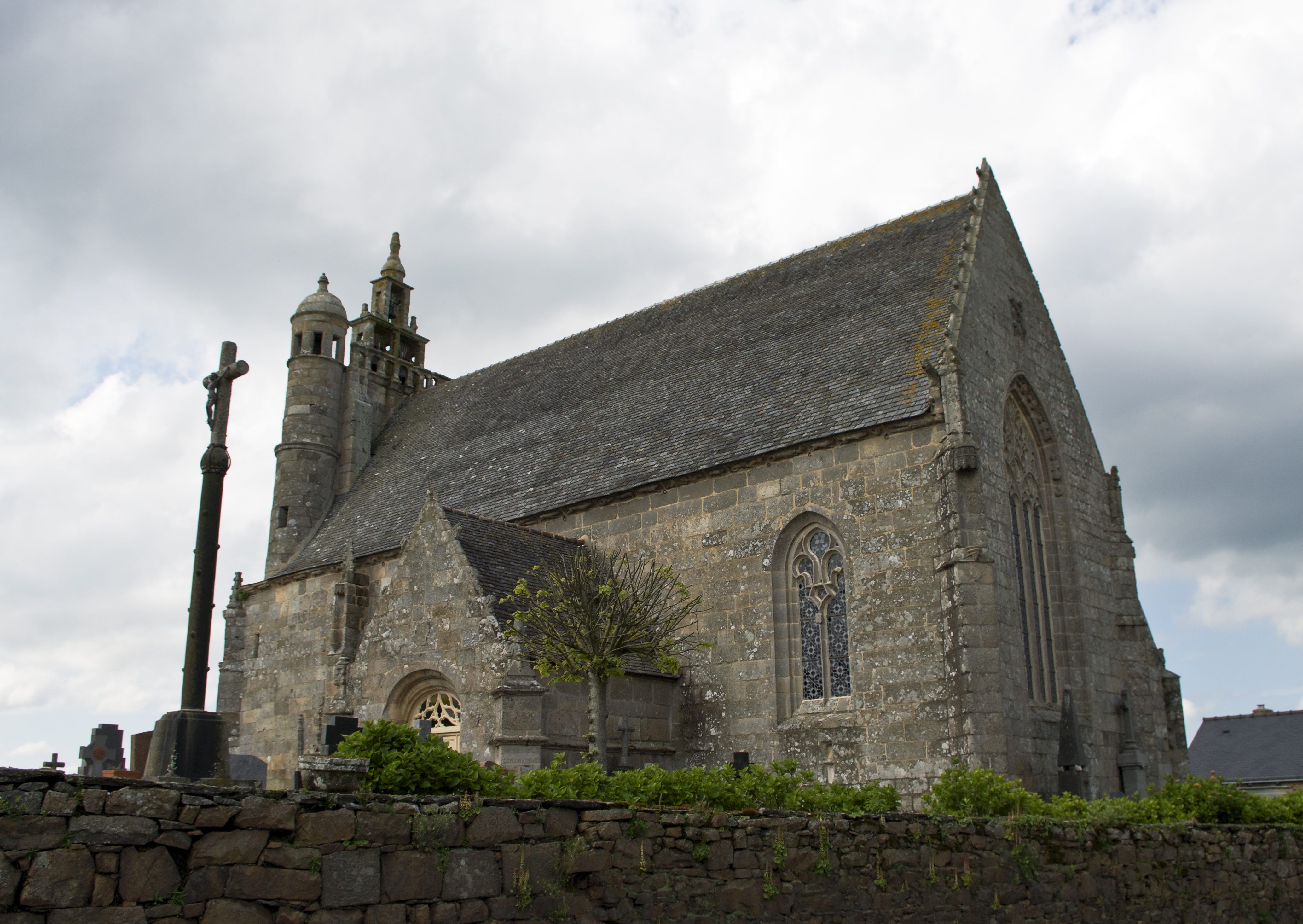
Façade